# Tarzan (film, 2013)
Cet article concerne le film de Reinhard Klooss. Pour le film de Kevin Lima et Chris Buck, voir le film d'animation Disney.
Pour les articles homonymes, voir Tarzan (homonymie).
Pour plus de détails, voir Fiche technique et Distribution.
Tarzan est un film d'animation germano-américain réalisé par Reinhard Klooss sorti en 2013.

## Synopsis
Ce film commence au temps des dinosaures avec la tombée d'une météorite sur l'actuel continent africain, qui provoqua l'extinction des dinosaures. Des centaines de milliers d'années plus tard, John Greystoke le PDG de la société Greystoke Energy, sa femme, leur fils et l'explorateur Jim Porter recherchent en plein cœur de la jungle africaine la fameuse météorite censée contenir une immense énergie inépuisable. 
Ne croyant plus à ces légendes de météorites qu'ils ont déjà longtemps cherchées, John Greystoke et sa famille repartent du campement en hélicoptère en laissant Jim Porter. Sur le chemin du retour l'hélicoptère est pris dans des turbulences le faisant s'écraser au sol. Seul le fils survit. Il est alors recueilli et élevé par les singes et devient Tarzan : « animal sans poil » en langage singe. 
Des années plus tard, Jane Porter, fille de Jim Porter rend visite à son père dans la jungle accompagnée de William Cleyton, le PDG de Greystoke Energy depuis la disparition des Greystoke. William Cleyton pense pouvoir utiliser la météorite comme nouvelle source d'énergie.

## Fiche technique
- Titre : Tarzan
- Réalisation : Reinhard Klooss
- Scénario : Reinhard Klooss, Jessica Postigo et Yoni Brenner d'après le roman d'Edgar Rice Burroughs
- Photographie : Markus Eckert
- Montage : Alexander Dittner
- Musique : David Newman
- Animateur : Jürgen Richter, Benedikt Niemann et Robert Kuczera
- Producteur : Robert Kulzer, Reinhard Klooss, Bernhard Thür et Martin Moszkowicz
- Production : Constantin et Ambient Entertainment GmbH
- Distribution : Metropolitan Filmexport
- Pays d'origine :  Allemagne,  États-Unis
- Genre : Animation
- Durée : 94 minutes
- Dates de sortie :

 Russie : 17 octobre 2013
 France,  Belgique : 19 février 2014
 Allemagne : 20 février 2014

## Distribution

### Voix originales
- Kellan Lutz : Tarzan
- Spencer Locke : Jane Porter
- Trevor St. John : William Clayton
- Brian Huskey : M. Smith
- Mark Deklin : John Greystoke
- Jaime Ray Newman : Alice Greystoke
- Les Bubb : Jim Porter
- Robert Capron : Derek
- Peter Elliott (en) : Kerchark et Taug
- Brian Bloom : Miller
- Christian Serritello : Chris

### Voix françaises
- Donald Reignoux : Tarzan
- Maeva Méline : Jane Porter
- Pierre-François Pistorio : William Clayton mickey
- Jean-François Lescurat : M. Smith
- Damien Ferrette : John Greystoke
- Emmanuelle Pailly-Hamet : Alice Greystoke
- Guy Chapellier : Jim Porter
- Fabrice Trojani : Derek
- Théo Benhamour : Tarzan enfant
- Bernard Gabay : le narrateur

Sources et légendes : Version française (V. F.) sur RS Doublage et AlloDoublage